# Día Internacional del Cáncer Infantil
El Día Mundial contra el Cáncer Infantil es una jornada conmemorativa que se celebra anualmente el 15 de febrero desde 2002, establecida por la Organización Internacional de Cáncer Infantil (CCI) en 2001, y cuenta con el apoyo de la Organización Mundial de la Salud, entre otras organizaciones.

## Proclamación
Su instauración fue en Luxemburgo en 2001 por iniciativa de la Organización Internacional de Cáncer Infantil (CCI),una red formada por 180 organizaciones nacionales de padres de niños con cáncer en 90 países en los 6 continentes con el objetivo de concienciar sobre los retos que afrontan los niños y adolescentes con cáncer.

## Celebración
La primera celebración tuvo lugar en 2002 y desde entonces ha recibido respaldo de organizaciones como la Sociedad Internacional de Oncología Pediátrica (SIOP) y la Unión por el Control Internacional del Cáncer (UICC).
La Organización Mundial de la Salud (OMS) desempeña un papel clave en la lucha contra el cáncer infantil a nivel global. En colaboración con el St. Jude Children's Research Hospital y otras organizaciones, la OMS lanzó en 2018 la Iniciativa Mundial contra el Cáncer Infantil. Esta iniciativa busca ofrecer a los gobiernos directrices y asistencia técnica para establecer y mantener programas de calidad contra el cáncer infantil.
Para respaldar la aplicación de esta iniciativa, la OMS y sus asociados han desarrollado el marco CureAll y un paquete de recursos técnicos. Dichos recursos facilitan a los gobiernos y otras partes interesadas a la evaluación de sus capacidades, establecer prioridades, fundamentar las inversiones y seguir de cerca los progresos realizados en la lucha contra el cáncer infantil.
Asimismo, la OMS colabora con el Centro Internacional de Investigaciones sobre el Cáncer (CIIC), el Organismo Internacional de Energía Atómica (OIEA) y otras organizaciones de las Naciones Unidas con el fin de alcanzar un mayor compromiso político en la lucha contra el cáncer infantil y apoyar a los gobiernos a establecer centros oncológicos de calidad.
La Iniciativa Mundial contra el Cáncer Infantil se inscribe en el marco de la resolución WHA70.12 de la Asamblea Mundial de la Salud, que se centra en la prevención y el control del cáncer en el contexto de un enfoque integrado para reducir la mortalidad prematura por enfermedades no transmisibles y lograr la cobertura sanitaria universal.

## Lazo Dorado
El Lazo Dorado simboliza el cáncer infantil comparando la fortaleza y resistencia de los niños con cáncer con el oro. Organizaciones de todo el mundo, así como instituciones públicas y privadas, grupos de la sociedad civil y el mundo académico, han empleado el símbolo del lazo dorado para expresar su apoyo y solidaridad a la lucha contra el cáncer infantil. Aunque, hoy por hoy no ha alcanzado la importancia y visibilidad del lazo rosa del cáncer de mama, o el rojo del VIH.